# (180216) 2003 UY9
(180216) 2003 UY9 — астероїд головного поясу, відкритий 20 жовтня 2003 року.
Тіссеранів параметр щодо Юпітера — 3,639.